# Pestinyo
Un pestinyo és un dolç de probable origen àrab, típic de València i la seua rodalia que pren la forma d'un full de pasta seca doblegat en forma de sobre. La pasta és perfumada amb anís i taronja. El pestinyo era un dels productes que es venien normalment a les xurreries durant la segona meitat del segle xx.